# Bembidion argenteolum
Bembidion argenteolum es una especie de escarabajo del género Bembidion, familia Carabidae. Fue descrita científicamente por Ahrens en 1812.
Habita en Albania, Austria, Bielorrusia, Bélgica, Bulgaria, Croacia, Chequia, Estonia, Finlandia, Francia, Alemania, Gran Bretaña, Hungría, Irlanda, Italia, Kazajistán, Letonia, Lituania, Moldavia, Países Bajos, Noruega, Polonia, Rumania, Rusia, Eslovaquia, Eslovenia, Suecia y Ucrania.